# 上島享
上島 享（うえじま すすむ、1964年3月22日 - ）は、日本の歴史学者。京都大学教授。専門は日本中世史。京都府出身。

## 経歴
京都市生まれ。
- 1988年3月 京都大学文学部史学科卒業
- 1993年3月 京都大学大学院博士後期課程修了
- 1995年1月「平安後期国家財政の研究」で博士（文学）
- 1996年4月 京都府立大学文学部専任講師
- 1997年10月 京都府立大学文学部助教授
- 2007年4月 京都府立大学文学部准教授
- 2011年11月 『日本中世社会の形成と王権』で角川源義賞を受賞
- 2013年4月 京都大学大学院文学研究科准教授
- 2016年4月 京都大学大学院文学研究科教授

## 人物
京都大学の教養部で上横手雅敬の講義を受けて中世成立期の国家論を志すようになり、国史研究室進学後は大山喬平の指導を受ける。同期には川端新や野田泰三がいる。父親は同じく中世史家の上島有。中世成立期を中心に政治・宗教文化・社会経済の広い視野に立脚した研究を行っている。

## 著書
- 『日本中世社会の形成と王権』（名古屋大学出版会） 2010年

### 共編著
- 「院政期に彩った人々」（朝日新聞出版、『週刊 新発見日本の歴史』17号） 2013年
- 『日本仏教の展開 文献より読む史実と思想』（春秋社） 2018年
- 『日本宗教史を問い直す』（吉田一彦共編、吉川弘文館、日本宗教史1） 2020年